# Elbebrücke Wittenberge (B 189)
Die Elbebrücke Wittenberge ist mit 1110 m die längste in der DDR gebaute Straßenbrücke. Die Stahlkonstruktion, westlich von Wittenberge liegend, führt die Bundesstraße 189 von Stendal nach Perleberg bei Stromkilometer 456,3 über die Elbe und das eingedeichte Vorland. Der Brückenzug besteht aus einer 410 m langen dreifeldrigen Strombrücke und am südlichen Elbufer aus einer 14-feldrigen Vorlandbrücke.
Mit der Nordverlängerung der Bundesautobahn 14 wird seit 2022 in unmittelbarer Nähe, westlich neben dem bestehenden Bauwerk, eine neue Elbebrücke errichtet.

## Geschichte
Wittenberge besaß seit 1851 als einzig feste Elbquerung eine Eisenbahnbrücke der Bahnstrecke Magdeburg–Wittenberge, die in den Zugpausen auch der Straßenverkehr benutzen durfte. Nach der Festlegung des Verlaufs der Fernverkehrsstraße 189 zwischen Wittenberge und Magdeburg wurde eine Umgehungsstraße für Wittenberge gebaut, die auf 21,5 Kilometer Länge von Weisen nach Seehausen führte und die Elbe querte. Anfang der 1970er Jahre begann die Planung der Elbebrücke mit zwei Fahrstreifen und zwei Gehwegen. Das Bauwerk wurde 1978 dem Verkehr übergeben.
Im Jahr 2019 wurde festgestellt, dass der Zustand der Brücke „kritisch“ sei und Sanierungsbedarf besteht, unter anderem sollten Pfeiler, Gründung und Unterbau saniert werden. Anfangs wurden Instandsetzungskosten von 22 Millionen Euro geschätzt. Im Zuge der Sanierung sollte das Bauwerk um einen Radweg ergänzt werden. Nach weiteren Analysen wurde entschieden, stattdessen ab 2026 für 65 Millionen Euro das komplette Bestandsbauwerk abzubrechen und an gleicher Stelle einen Ersatzneubau zu errichten. Die Arbeiten sollen nach der Fertigstellung der Autobahnbrücke über die Elbe beginnen, um diese als Umleitungsstrecke nutzen zu können.

## Strombrücke
Die Strombrücke hat einen stählernen Überbau mit dem Durchlaufträger als Bauwerkssystem. Da als Mindestdurchfahrtsbreite auf der Elbe 150 m einzuhalten waren, wurden als Stützweiten der dreifeldrigen Brücke in den beiden Randfelder 125 m, und über der Schifffahrtsöffnung 160 m gewählt. Die Konstruktionshöhe variiert zwischen 3,55 m und 4,70 m in Brückenmitte. In Querrichtung ist der Hauptträger ein einzelliger Hohlkasten mit einer 11,9 m breiten orthotropen Fahrbahnplatte. Die Längsträger sind im Abstand von 6,7 m angeordnet.
Der Brückenüberbau wurde hinter dem nördlichen Widerlager zusammengeschweißt und abschnittsweise mit Hilfe eines Vorbauschnabels über Rollsättel eingeschoben. Zur Reduzierung der Kraglänge beim Einschubvorgang wurden in den Seitenfeldern je eine und im Mittelfeld zwei Hilfsstützen angeordnet.

## Vorlandbrücke
Die 14-feldrige Vorlandbrücke mit Stützweiten von je 50 m ist eine Stahlverbundkonstruktion mit dem Einfeldträger als Bauwerkssystem in Längsrichtung. In Querrichtung ist ein Plattenbalken mit 3,0 m Konstruktionshöhe und 7,0 m Längsträgerabstand vorhanden. Die Fahrbahnplatte besteht aus 28 cm dicken Betonfertigteilen, die über in Aussparungen angeordnete und nachträglich vergossene Dübel mit den Stahlträgern schubfest verbunden sind.
Die ungefähr 100 t schweren Stahlkonstruktionen der einzelnen Felder wurden hinter dem südlichen Elbdeich zusammengebaut, anschließend zur Einbaustelle transportiert und mit Autokränen eingehoben. Es folgte die Montage der Fahrbahnfertigteile, wobei bis zum Erhärten des Vergussbetons eine Hilfsstütze in Feldmitte angeordnet war.